# Jenna Hager

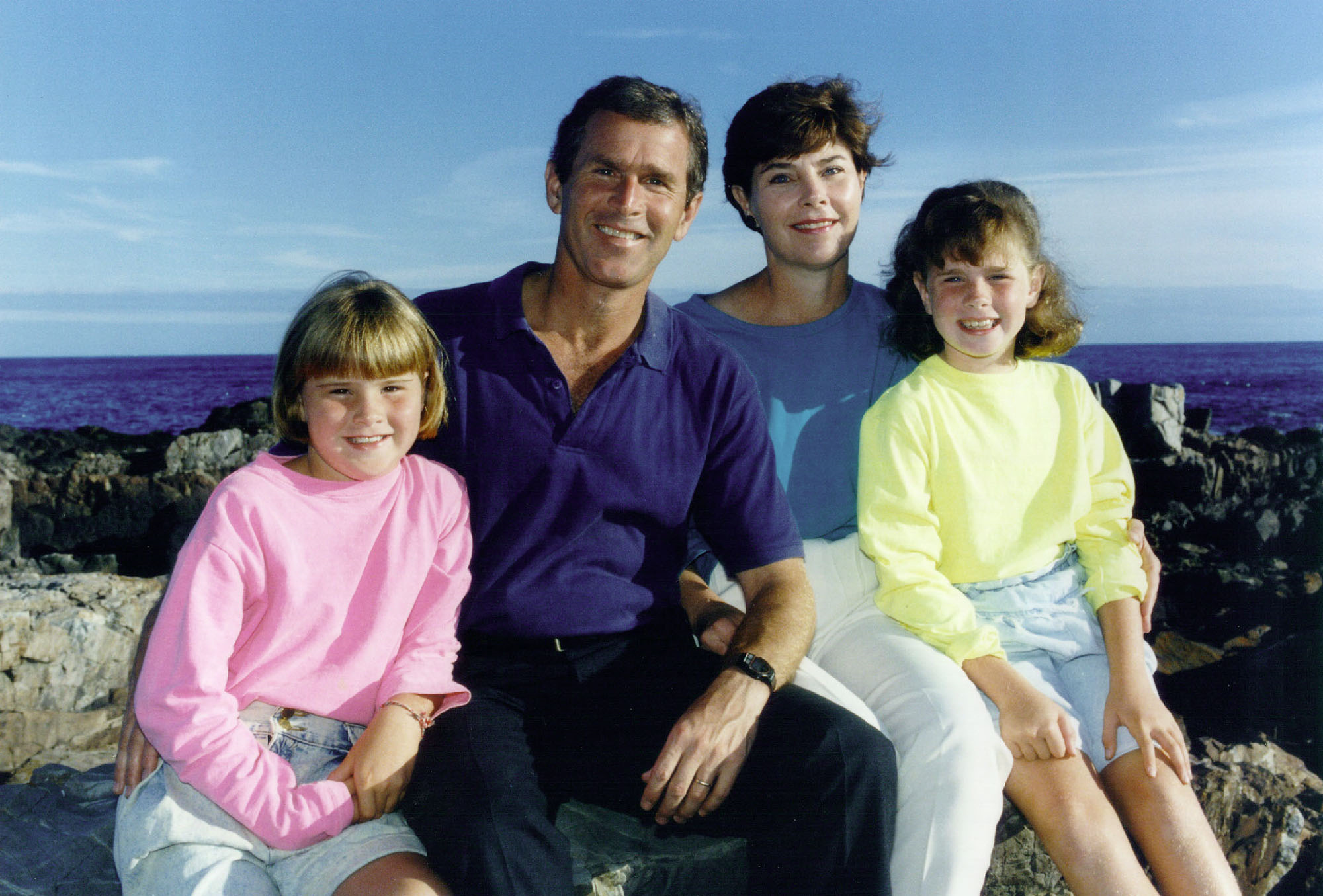
Jenna Bush con sus padres y su melliza Barbara, en 1990.

Jenna Welch Bush Hager (Dallas, Texas; 25 de noviembre de 1981) es una escritora estadounidense. Es la hija del 43° presidente de los Estados Unidos, George W. Bush.

## Carrera como escritora
En 2007, Jenna anunció la publicación de su libro, Ana's Story: A Journey of Hope con la colaboración de Robert B. Barnett, un abogado de Washington. En él, relata sus experiencias trabajando con UNICEF en América Latina, que incluye la sequía de Paraguay de 2006. La editorial HarperCollins anunció que publicaría el libro que, llegó a las librerías el 28 de septiembre de ese mismo año con un tiraje inicial de medio millón de copias.
 Su parte de los beneficios la donó a UNICEF. Bush escribió un segundo libro junto a su madre destinado a animar a los niños a leer. El libro, titulado Read All About It!, se publicó el 22 de abril de 2008, también por HarperCollins.

## Participación en política
Aunque, según declaraciones posteriores, en 2000 se mostró reacia a la candidatura presidencial de su padre, en 2004 se involucró en la campaña. Fue a apoyar a su padre a los actos electorales en varios estados donde la intención de voto estaba equilibrada. Entre otras apariciones en público, Jenna, junto con su hermana Barbara, dieron un discurso en la Convención Nacional Republicana de Nueva York. La prensa que cubría la campaña le dedicó mucha atención por ser arrestada por beber alcohol sin tener la edad suficiente y usar el carnet de su abuela para tratar de comprar alcohol, y también por sacarle la lengua a los fotógrafos en una parada de la campaña de 2004, lo que le valió una reprimenda pública de su madre.

## Vida personal

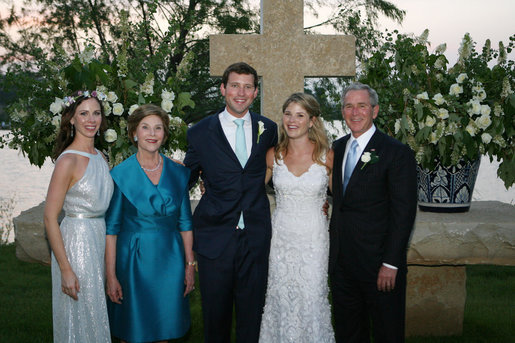
Barbara Bush (izquierda), Laura Bush, los recién casados Henry y Jenna Hager, y George W. Bush poco después de su boda en mayo de 2008

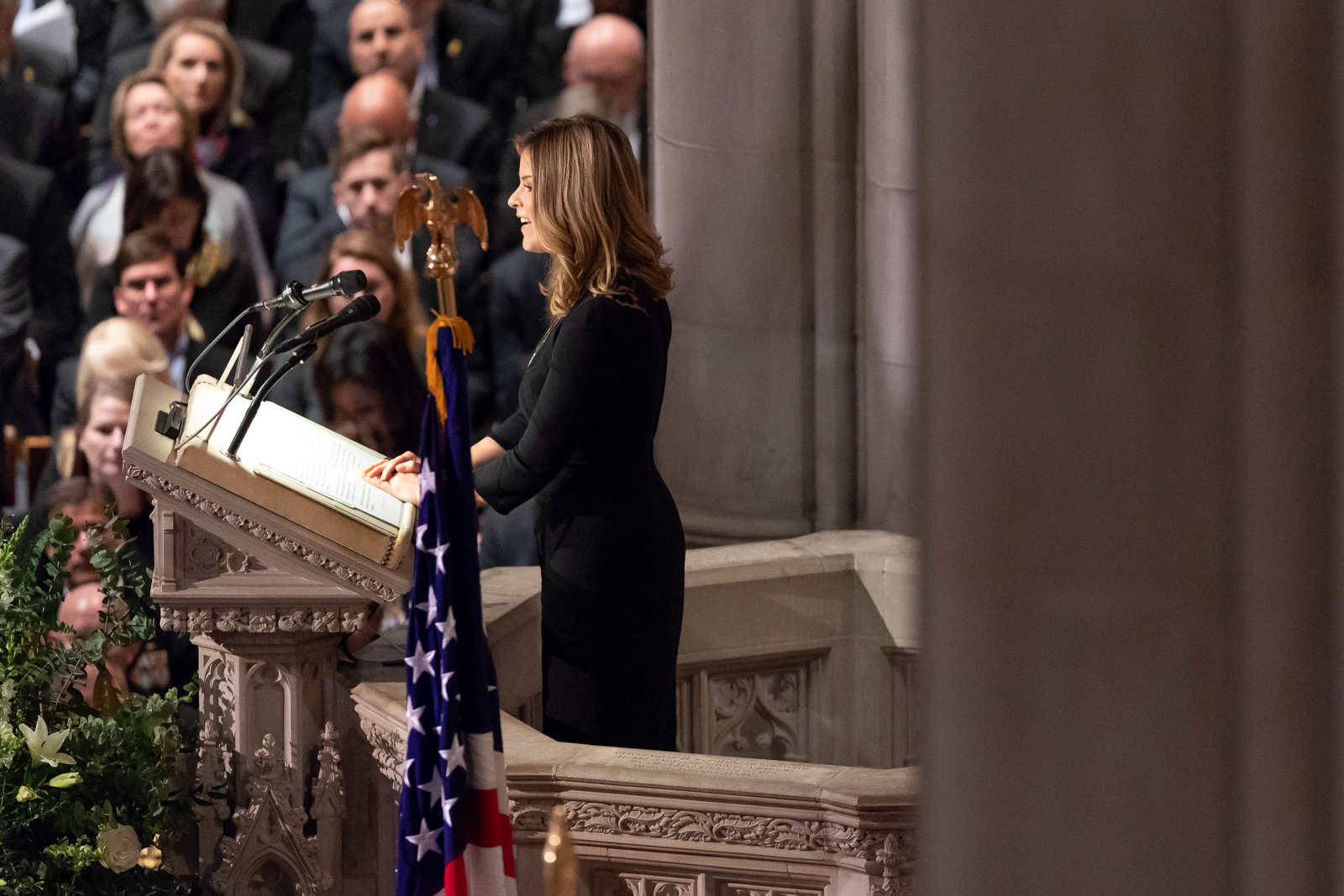
Jenna Hager da una lectura en el funeral de su abuelo George H. W. Bush en 2018

Bush conoció a Henry Chase Hager (nacido el 9 de mayo de 1978) durante la campaña presidencial de 2004. Se comprometieron en agosto de 2007. Antes de pedirle matrimonio, Hager le pidió a su padre por su mano. La boda tuvo lugar el 10 de mayo de 2008, en el rancho de sus padres en Crawford, Texas.
Su primera hija, Margaret Laura "Mila" Hager, nació el 13 de abril de 2013, en Nueva York. Su segunda hija, Poppy Louise Hager, nació el 13 de agosto de 2015. Su tercer hijo y único varón, Henry Harold "Hal" Hager, nació el 2 de agosto de 2019.